# テイト予想 (代数幾何学)
数論および代数幾何学において、テイト予想（テイトよそう、英: Tate conjecture）は、ジョン・テイト (John Tate) による1963年の予想であり、代数多様体上の代数的サイクルをより計算可能な不変量であるエタールコホモロジー上のガロワ加群のことばで記述するものであった。テイト予想は代数的サイクルの理論において中心的な問題である。予想はホッジ予想の数論的類似物と考えることができる。

## 予想のステートメント
V を素体上有限生成な体 k 上の滑らかな射影多様体とする。ks を k の分離閉包とし、G を k の絶対ガロワ群 Gal(ks/k) とする。k において可逆な素数 l を固定する。V の ks への base extension の l 進コホモロジー群（係数はl 進整数環で、スカラーは l 進数体 Ql に拡大される）を考える。これらの群は G の表現である。任意の i ≥ 0 に対し、V の余次元 i の部分多様体（k 上定義されていると理解する）は G によって固定されるコホモロジー群
{\displaystyle H^{2i}(V_{k_{s}},\mathbf {Q} _{l}(i))=W}
の元を決定する。ここで Ql(i) は i 次のテイト捻りを表す。これはガロワ群 G のこの表現が円分指標の i 次冪でテンソルされることを意味する。
テイト予想は次のような予想である。ガロワ群 G によって固定される W の部分空間 WG は、Ql-ベクトル空間として、V の余次元 i の部分多様体の類によって張られる。代数的サイクルは部分多様体の有限線型結合を意味する。したがって同値な主張として、WG の任意の元は Ql 係数の V 上の代数的サイクルの類である。

## 分かっているケース
因子（余次元 1 の代数的サイクル）に対するテイト予想は主要な未解決問題である。例えば、f: X → C を滑らかな射影曲面から有限体上の滑らかな射影曲線の上への射とする。関数体 k(C) 上の曲線である、f の generic fiber F は k(C) 上滑らかであるとしよう。すると X 上の因子に対するテイト予想は F のヤコビ多様体に対するバーチ・スウィンナートン＝ダイアー予想と同値である。対照的に、任意の滑らかな複素射影多様体上の因子に対するホッジ予想は知られている（レフシェッツの(1,1)定理）。
おそらく知られている最も重要な場合はテイト予想はアーベル多様体上の因子に対して正しいということである。これは有限体上のアーベル多様体に対してはテイトの、数体上のアーベル多様体に対してはファルティングスの、定理である（モーデル予想のファルティングスの解の一部）。Zarhin はこれらの結果を任意の有限生成基礎体へと拡張した。アーベル多様体上の因子に対するテイト予想は、曲線の任意の積 C1 × ... × Cn 上の因子に対するテイト予想を含んでいる。
アーベル多様体上の因子に対する（分かっている）テイト予想はアーベル多様体の間の準同型についてのある強力な主張と同値である。すなわち、有限生成体 k 上の任意のアーベル多様体 A, B に対して、自然な写像
{\displaystyle {\text{Hom}}(A,B)\otimes _{\mathbf {Z} }\mathbf {Q} _{l}\rightarrow {\text{Hom}}_{G}(H_{1}(A_{k_{s}},\mathbf {Q} _{l}),H_{1}(B_{k_{s}},\mathbf {Q} _{l}))}
は同型である。とくに、アーベル多様体 A はテイト加群 H1(Aks, Zl) 上のガロワ表現によってisogenyの違いを除いて決定される。
テイト予想は標数が 2 でない有限生成体上のK3曲面に対しても成り立つ。（曲面上、予想の非自明な部分は因子についてである。）標数 0 については、K3曲面に対するテイト予想は André と Tankeev によって証明された。標数が 2 でない有限体上のK3曲面に対しては、テイト予想は Nygaard, Ogus, Charles, Madapusi Pera, Maulik によって証明された。

## 関連した予想
X を有限生成体 k 上の滑らかな射影多様体とする。semisimplicity conjecture は、X の l 進コホモロジー上のガロワ群 G = Gal(ks/k) の表現が半単純（すなわち既約表現の直和）であると予想する。k が位数 q の有限体のとき、テイトはテイト予想と semisimplicity conjecture から strong Tate conjecture が従うことを示した。strong Tate conjecture とは、ゼータ関数 Z(X, t) の t = q−j における極の位数は the rank of the group of algebraic cycles of codimension j modulo numerical equivalence に等しいというものである。
ホッジ予想のように、テイト予想はグロタンディークの代数的サイクルの標準予想の多くを含む。すなわち以下を含む。レフシェッツの標準予想（レフシェッツ同型射の逆は代数的対応によって定義される）、diagonal のキュネット成分は代数的である、代数的サイクルの numerical equivalence と homological equivalence は同じである。